# Vida privada de Leonardo da Vinci
La vida privada de  Leonardo (15 de abril de 1452-2 de mayo de 1519) ha sido un tema que ha creado interés y especulación desde poco después de su muerte. Leonardo ha sido considerado como el arquetipo del hombre del Renacimiento, descrito por su biógrafo Giorgio Vasari como poseedor de cualidades que «trascienden la naturaleza» y «ser maravillosamente dotado de belleza, gracia y talento en abundancia». El interés y la curiosidad por Leonardo ha continuado inalterado por 500 años.
La descripción y análisis del carácter de Leonardo, sus deseos personales y su comportamiento íntimo se ha basado en los registros sobre su persona, sus biografías, sus propios diarios, sus pinturas, sus dibujos, sus colaboradores y los comentarios que hicieron sobre él sus contemporáneos.

## Infancia

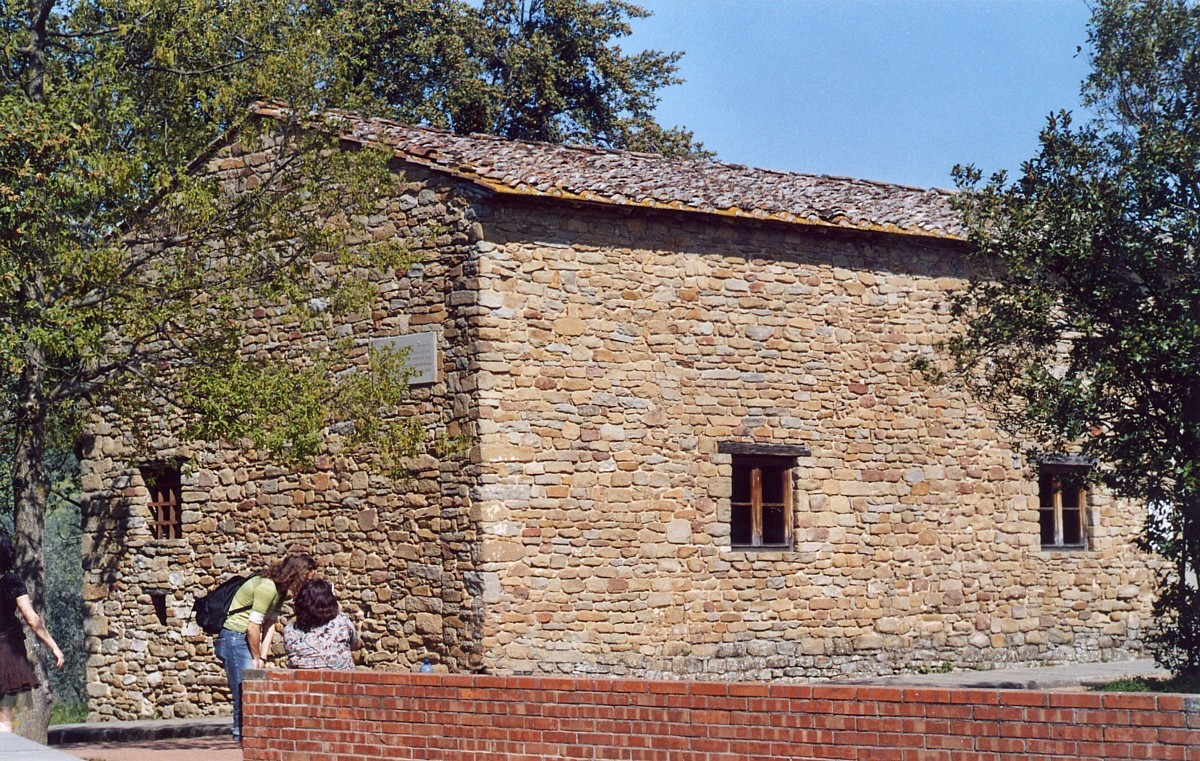
La casa de la infancia de Leonardo en Anchiano.

Giorgio Vasari dice del joven "Hubiera sido muy competente en sus primeras lecciones si no hubieran sido tan volátiles y flexibles, para él tenía siempre el mismo valor aprender una multitud de cosas, la mayoría de las cuales fueron rápidamente abandonadas. Cuando comenzó el estudio de la aritmética, en pocos meses hizo un progreso tan notable, que podría desconcertar a su maestro con las preguntas y problemas que planteaba .... Todo el tiempo, mientras hacía las demás iniciativas, Leonardo nunca dejó de dibujar ... "[cita requerida]
El padre de Leonardo, Ser Piero, notó que algunos de los dibujos de su talentoso hijo eran extraordinarios y le mostró algunos a su amigo, Andrea del Verrocchio, que dirigía un taller en Florencia. Leonardo fue aceptado para el aprendizaje y "pronto demostró ser un geómetra de primera clase". Vasari dice que durante su juventud, Leonardo hizo un número de cabezas de barro de mujeres sonrientes y niños que, según decía, aún se fabricaban y vendían en el taller unos 80 años más tarde. Entre sus primeras pinturas importantes se cita su participación en el Bautismo de Cristo de Verrocchio que, según la leyenda, el maestro habría dejado inacabado al advertir la superioridad del alumno, y una Anunciación en los Uffizi, que quizá pintase en colaboración con Domenico Ghirlandaio y es probablemente su obra más temprana.

## Carácter
Leonardo da Vinci fue un hombre de gran atractivo personal, amabilidad y generosidad; y fue en general bien querido por sus contemporáneos.
Según Vasari "la disposición de Leonardo fue tan amable que se ganó el cariño de todos". Fue "un conversador brillante", que encantó a Ludovico il Moro con su ingenio. Vasari agrega: "En apariencia fue impresionante y hermoso, y su magnífica presencia tambien, ha traído consuelo al alma más preocupada; era tan persuasivo que podía doblegar a otras personas a su voluntad. Físicamente era tan fuerte que podía soportar la violencia y con su mano derecha podía doblar el anillo de un llamador de puerta de hierro o una herradura, como si fueran de plomo. Fue tan generoso que dio de comer a todos sus amigos, ricos o pobres ....  A través de su nacimiento Florencia recibió un regalo muy grande y por su muerte sufrió una pérdida incalculable ".
Algo de la sabiduría personal de Leonardo se encuentra en una serie de fábulas que él escribió. Un tema recurrente es el error de darse demasiada alta autoestima y los beneficios que pueden obtenerse a través del conocimiento, la humildad y el esfuerzo.

## Zurdera
Se ha escrito que Leonardo "puede ser el artista zurdo más universalmente reconocido de todos los tiempos", un hecho documentado por numerosos autores del Renacimiento y claramente manifestado en su dibujo y su escritura. En sus cuadernos, escribió en una imagen de espejo debido a que era zurdo (era más fácil para él), aunque fue falsamente acusado de tratar de proteger su trabajo. Los primeros conocedores italianos estaban divididos en cuanto a si Leonardo también dibujó con su mano derecha; más recientemente, los historiadores de arte angloamericanos han admitido en su mayor parte las sugerencias de que Leonardo haya sido ambidiestro.

## Relaciones personales
Por lo que sabemos acerca de su vida parece haber sido reservado sobre sus relaciones más íntimas. Sin embargo, la evidencia de las relaciones personales de Leonardo se desprende de los registros históricos y de los escritos de sus muchos biógrafos, cuya disposición a debatir los aspectos de su identidad sexual ha variado de acuerdo a las actitudes contemporáneas. Su biógrafo casi contemporáneo Vasari describió dos hermosos hombres jóvenes como 'queridos' de Leonardo en varios puntos de su vida. En el siglo XX los biógrafos hicieron referencia más explícita a la homosexualidad de Leonardo, aunque otros concluyeron que gran parte de su vida fue célibe.

Salai como San Juan Bautista 1513-1516.

Los detalles biográficos más abiertos sobre la vida personal de Leonardo son registros de la corte florentina que muestran que Leonardo fue acusado de sodomía en una denuncia anónima depositada en el tamburo de Florencia en abril de 1476. La denuncia se presentaba contra Jacopo Saltarelli, aprendiz de orfebre y miembro de una conocida familia florentina, quien podría haber servido como modelo ocasionalmente en el taller de Verrochio. La denuncia decía:

Os notifico, Signori Officiali, de un hecho cierto, a saber, que Jacopo Saltarelli, hermano de Giovanni Saltarelli, vive con este último en la orfebrería de Vacchereccia enfrente del tamburo: viste de negro y tiene unos diecisiete años. Este Jacopo ha sido cómplice en muchos lances viles y consiente en complacer a aquellas personas que le pidan tal iniquidad. Y de este modo ha tenido muchos tratos, es decir, ha servido a varias docenas de personas acerca de las cuales sé muchas cosas y aquí nombraré a unos pocos:

Bartolomeo di Pasquino, orfebre, que vive en Vacchereccia; Leonardo di Ser Piero da Vinci, que vive con Verrocchio; Baccino el sastre, que vive por Or San Michele, en esa calle donde hay dos grandes tiendas de tundidores y que conduce a la loggia dei Cierchi; recientemente ha abierto una sastrería; Lionardo Tornabuoni, llamado il teri, viste de negro. Estos cometieron sodomía con el dicho Jacopo, y esto lo atestiguo ante vos.

Después de dos meses la denuncia fue desestimada cum condizione ut retamburentur, es decir, a condición de que no hubiese nuevas denuncias en el tamburo, y aunque el 7 de junio se repitió la denuncia la respuesta fue la misma probablemente ante la ausencia de testigos. La sodomía era teóricamente un delito extremadamente grave, con pena de muerte, pero igual de difícil de probar. También era un delito por el que rara vez se dictaba castigo en la Florencia de esa época, donde la homosexualidad estaba suficientemente extendida y tolerada para crear la palabra Florenzer (Florentino) como argot para homosexual en Alemania. Las falsas denuncias eran muy comunes en ese tiempo, especialmente a través de denuncias anónimas por los enemigos. Éste puede haber sido el caso aquí. En su larga carrera después de salir de Florencia, no tuvo cargos adicionales.
Elizabeth Abbott, en su Historia del celibato, sostiene que aunque Leonardo era probablemente homosexual, el trauma del caso de la sodomía lo convirtió al celibato para el resto de su vida. Una visión similar de Leonardo con orientación homosexual, pero casto, aparece en un famoso artículo de 1910 por Sigmund Freud, Leonardo Da Vinci y un recuerdo de su niñez, que analiza la memoria de Leonardo se describe haber sido atacado de bebé por un ave de rapiña que abrió su boca y "me pegó con la cola dentro de mi boca una y otra vez." Freud afirmaba que el simbolismo era claramente fálico, pero argumentó que la homosexualidad de Leonardo estaba latente: que no actuaba en sus deseos. Los escritos de Leonardo y sus cuadernos muestran evidencia de una lucha con la sexualidad: en un famoso pasaje de los Cuadernos, Leonardo dice: "El acto de la procreación y todo lo que tiene alguna relación con ella es tan desagradable que los seres humanos morirían pronto si no hubiesen caras bonitas y disposiciones sensuales". La obra de Freud y otros intentos más recientes para psicoanalizar a Leonardo, se discuten al fin del libro de Bradley Collins Leonardo, el psicoanálisis y la historia del arte.
El adulto Leonardo tenía pocas relaciones cercanas con mujeres y nunca se casó. Sus numerosos dibujos anatómicos incluyen sólo dos obras detalladas sobre los órganos reproductores femeninos, una de ellas extrañamente distorsionada. Pero David M. Friedman argumenta que ésta no es prueba de una pérdida de la sexualidad, sino más bien de la falta de interés por las mujeres. Argumenta que los cuadernos de Leonardo revelan una preocupación por los hombres y la sexualidad sin interrupción y está de acuerdo con el historiador del arte Kenneth Clark que opina que Leonardo nunca perdió su sexualidad. Para Kenneth Clark, sin embargo, fue Leonardo el primer artista del Renacimiento que «representó a una mujer desnuda como símbolo de la vida creadora y generadora». Leonardo hizo entre 1504 y 1506 al menos tres dibujos de Leda y el cisne, de los cuales uno al menos pasó a lienzo y es conocido por copias de escasa calidad. Puesto que a Leonardo no le interesaban la mitología ni las elucubraciones neoplatónicas y no se sentía atraído sexualmente por las mujeres, lo que motivó sus dibujos fue, en opinión de Clark, la «curiosidad por la naturaleza misteriosa de la generación». A la vez que estos dibujos de Leda, inició sus investigaciones sobre la generación acompañadas de dibujos, al lado de las cuales se encuentra precisamente un boceto de Leda. Es ese carácter de objeto de estudio racional, ajeno a las emociones, lo que «hace difícil creer que la Leda de Leonardo pueda haber sido alguna vez una obra atractiva». Por lo demás, ese «interés científico» dominó siempre en los desnudos de Leonardo, tanto femeninos como masculinos, que cuando no fueron auténticos estudios anatómicos se inspiraron en otros artistas: Pollaiuolo en sus primeras obras, Miguel Ángel para los dibujos de La batalla de Anghiari.

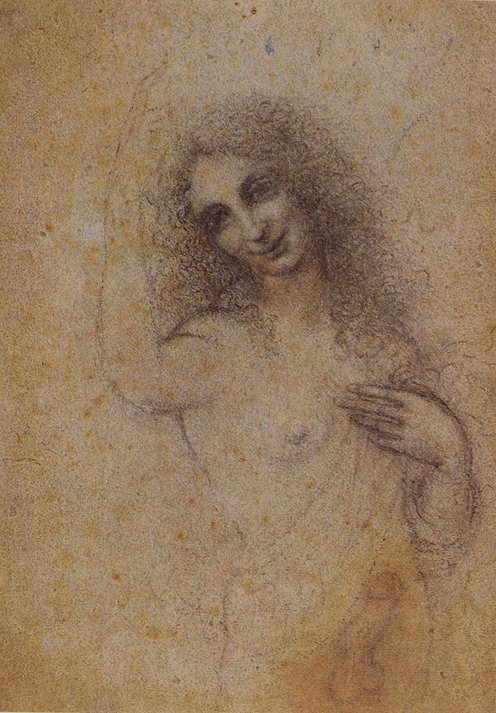
El ángel encarnado, (dibujo al carboncillo, c. 1515) está claramente relacionado con la pintura de San Juan Bautista.

Serge Bramly también señala que "el hecho de que Leonardo advierta contra la lujuria ciertamente no quiere decir que él fuese casto." Michael White, en Leonardo: el primer científico dice que es probable que el juicio simplemente haya hecho a Leonardo más cuidadoso y defensivo con sus relaciones personales y su sexualidad, pero no lo disuadió de intimar con hombres: "siempre habrá una pequeña duda de si Leonardo se mantuvo como homosexual practicante."
Los registros muestran que, después del juicio, Leonardo tuvo dos largas asociaciones duraderas con hombres jóvenes: sus alumnos Gian Giacomo Caprotti da Oreno, apodado Salai o Il Salaiij (nombre que Leonardo tomó de una epopeya de Luigi Pulci, Morgante, donde equivalía a Satanás), que entró en su casa en 1490 a la edad de 10 años. Y el conde Francesco Melzi, hijo de un aristócrata de Milán, que se convirtió en aprendiz de Leonardo en 1506 con quince años. Otras relaciones con un hombre desconocido llamado Fioravante di Domenico y un halconero joven, Bernardo di Simone, se sugieren en la biografía de Michael White, pero las relaciones con el Salai y Melzi fueron las de mayor duración.
Vasari describe a Salai como "un joven elegante y hermoso con el pelo bien rizado" y su nombre aparece (tachado) en la parte posterior de un dibujo erótico (ca. 1513) del artista, El ángel encarnado; redescubierto en 1991 en una colección alemana, dentro de una serie de dibujos eróticos de Salai y otro que estuvo en la Colección Real Británica, y es posiblemente un apunte humorístico sobre su San Juan Bautista. "El pequeño demonio" vivió a la altura de su apodo; inmediatamente después de entrar al servicio de Leonardo robó el dinero que le había dado para ropas, también un trozo de cuero turco con el que Leonardo pensaba hacerse unas botas y que vendió para comprarse golosinas. Un año después de acogerlo en su casa Leonardo hizo una lista de las faltas del niño, llamándolo "ladrón, mentiroso, terco, y glotón". En un año había comprado veinticuatro pares de zapatos y nada le gustaba tanto como vagabundear por las calles. Pero, a pesar de los robos de Salai y de todas sus imperfecciones, Leonardo lo mantuvo a su lado como modelo, criado y asistente hasta 1516. Le hizo cuantiosos regalos, dotó a su hermana, instaló a su padre en su viñedo y finalmente lo recordó generosamente en su testamento. Un dibujo de hacia 1490 conocido como alegoría de El placer y el dolor, o Lujuria y arrepentimiento (Oxford, Christ Church College), que muestra a un hombre joven y otro anciano unidos en un mismo cuerpo, podría ilustrar esta relación. Sus propias explicaciones permiten comprender el significado del dibujo y su esfuerzo por aclarar sus reacciones con arreglo a su desaprobación, repetidamente expresada, de «todo placer lascivo».
Veinte años más tarde el conde Melzi fue el compañero de Leonardo, mucho más tranquilo, aunque tal vez menos emocionante. Fue él y no Salai, quien acompañó a Leonardo en sus últimos días en Francia. Melzi posteriormente desempeñó un importante papel como guardián de los cuadernos de Leonardo y los preparó para su publicación en la forma prescrita por su maestro. Sin embargo, aunque Melzi estaba con Leonardo en su lecho de muerte, uno de los dos cuadros que Leonardo mantuvo con él en sus últimos días fue el retrato de Salai como Juan Bautista, con sonrisa enigmática, un dedo levantado y apuntando hacia el cielo. En una carta de Melzi al hermano de Leonardo informándole de su deceso describe la cercanía de la relación de Leonardo con sus estudiantes como sviscerato et amore ardentissimo ("sentimiento profundo y el amor más ardiente").